# Tandalti
Tandalti – miasto w środkowym Sudanie, w wilajecie An-Nil al-Abjad. W 2008 roku ludność wynosiła 46 655 mieszkańców.